# День химика
День химика — профессиональный праздник работников химической и нефтехимической промышленности в СССР и отделившихся позднее республиках. Отмечается ежегодно в последнее воскресенье мая.

## История праздника
День химика был установлен указом Президиума Верховного Совета СССР №4239-VI от 10 мая 1965 года. Праздник отмечается согласно Указу Президиума Верховного Совета СССР от 01.10.1980 N3018-Х «О праздничных и памятных днях», в редакции Указа Президиума Верховного Совета СССР от 01.11.1988 N9724-XI «О внесении изменений в законодательство СССР о праздничных и памятных днях»
ежегодно в последнее воскресенье мая.
Кроме того, существует традиция празднования Дня Химика в Московском Государственном Университете им. М. В. Ломоносова. Здесь его отмечают во вторую субботу мая, в один день с Днем Физика.

## Украина
Праздник вновь установлен на Украине «в поддержку инициативы работников химической и нефтехимической промышленности» согласно указу президента «О Дне химика» от 7 мая 1994 г. № 219/94.
Ко Дню химика на химических предприятиях Украины проводятся праздничные концерты и традиционные награждения лучших работников. Массовые празднования проходят в городах, в которых значительное количество населения задействована в химической и нефтехимической промышленности. Так, в Северодонецке празднование Дня химика постепенно переросло в празднование Дня города.
Традиция отмечать праздник поддерживается и в ведущих университетах Украины: в КПИ, Днепропетровском, Киевском, Харьковском,  Донецком, Житомирском университетах и Украинской академии книгопечатания ежегодно проводятся концерты самодеятельности, научно-популярные конференции и фотовыставки.